# Abádszalók
Abádszalók es una ciudad (en húngaro: "város") en el condado de Jász-Nagykun-Szolnok, en Hungría.